# Eline de Jong
Eline de Jong (26 juli 1992) is een Nederlandse actrice en zangeres. In 2015 speelde ze de rol van Rose Fenny in de Nederlandse versie van de musical Dogfight in Theater M-Lab in Amsterdam. Hierna was ze te zien in de Duitstalige versie van The Phantom of the Opera in Oberhausen. 

## Opleiding
Na in 2010 haar diploma te hebben behaald aan het Erasmiaans Gymnasium in Rotterdam, volgde Eline de studie Muziektheater aan de Fontys Hogeschool voor de Kunsten in Tilburg, waar ze zanglessen kreeg van Edward Hoepelman en Wilma Bierens. Hier studeerde ze in 2015 cum laude af. Haar afstudeervoorstelling, Een Medea, werd geselecteerd voor Theaterfestival Boulevard in 's-Hertogenbosch en won daar de Entreeprijs voor jong aanstormend talent.